# Valleraugue
Valleraugue è un comune francese di 1 091 abitanti situato nel dipartimento del Gard, nella regione dell'Occitania.

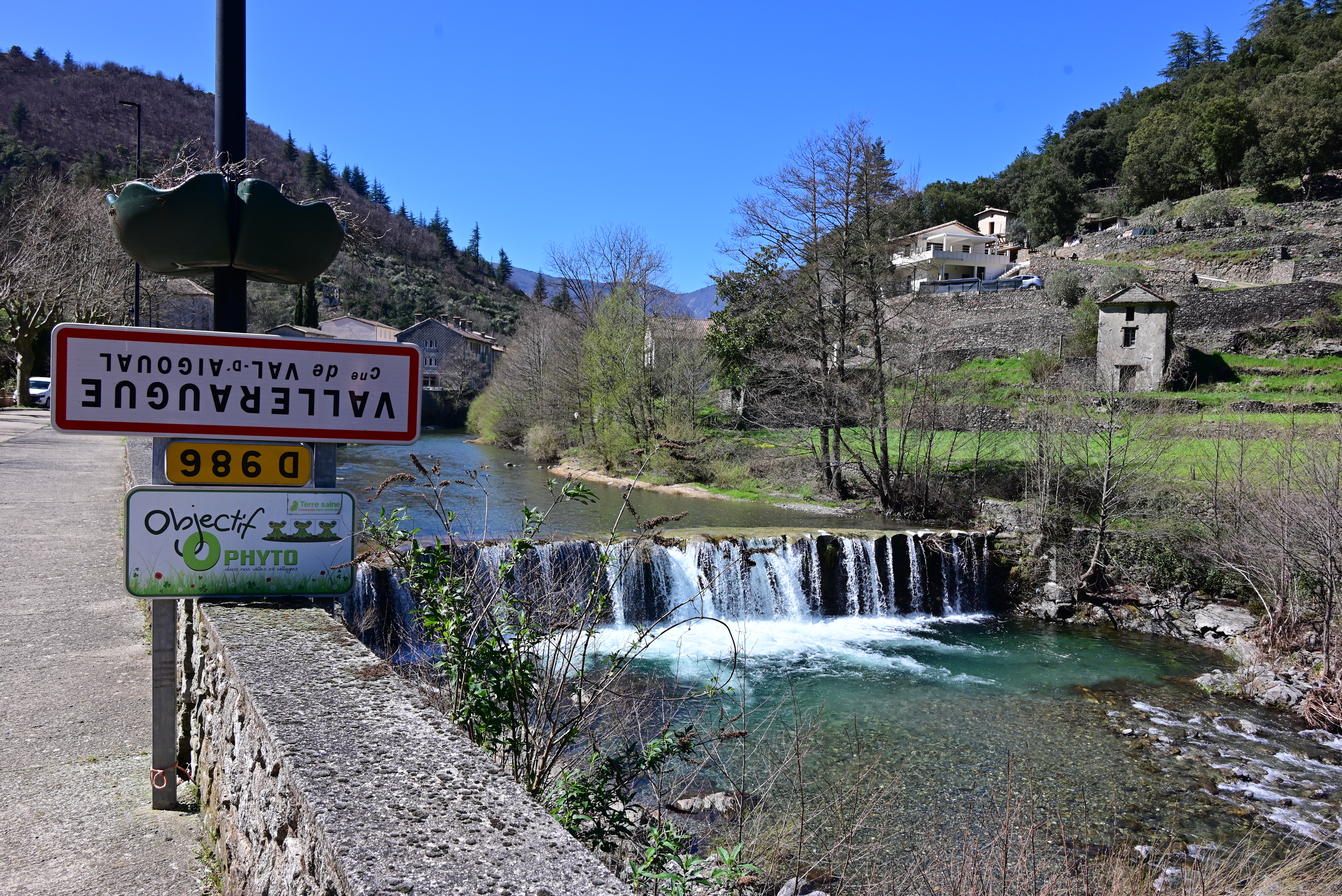
Ingresso di Valleraugue.

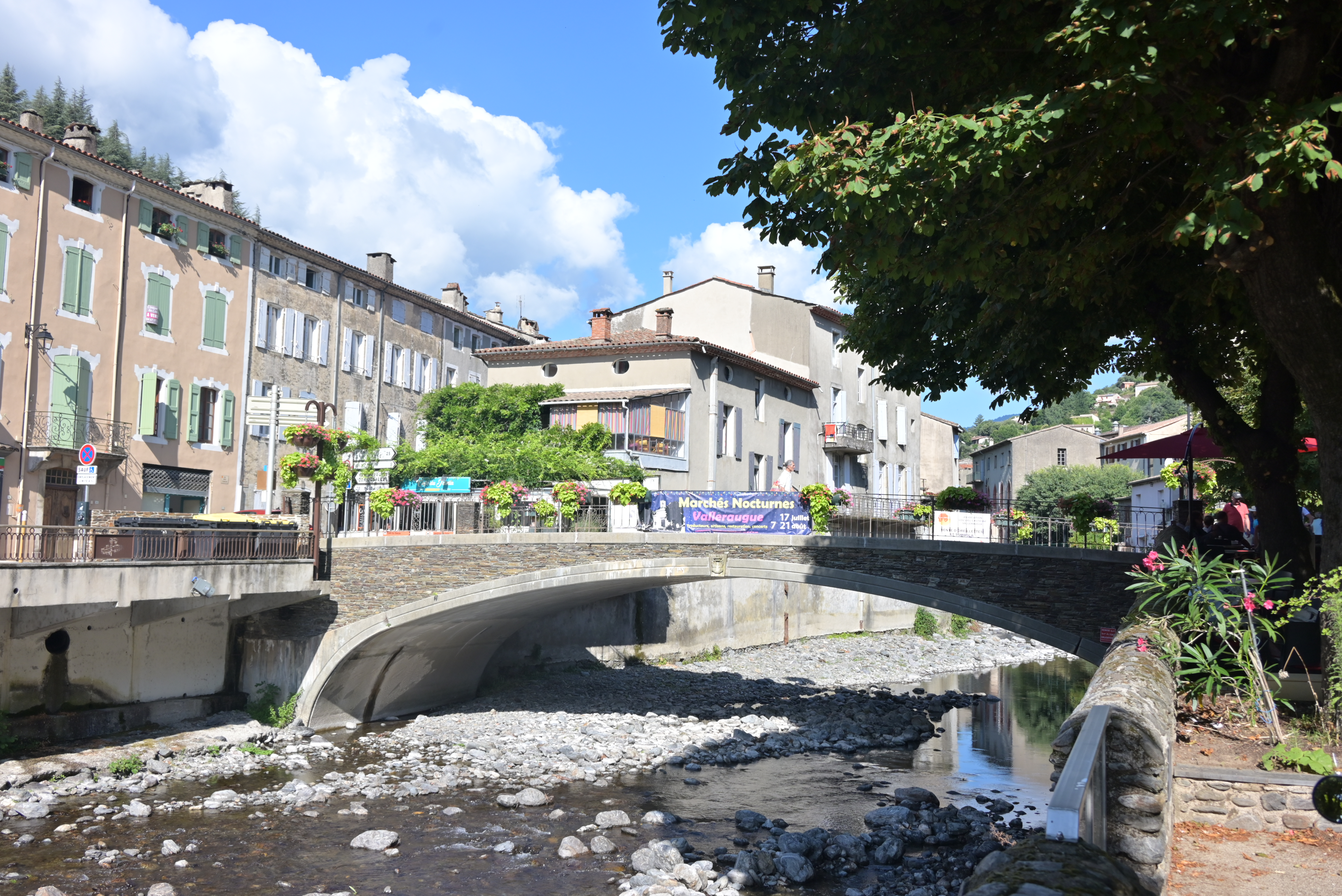
Ponte sul fiume Hérault a Valleraugue.

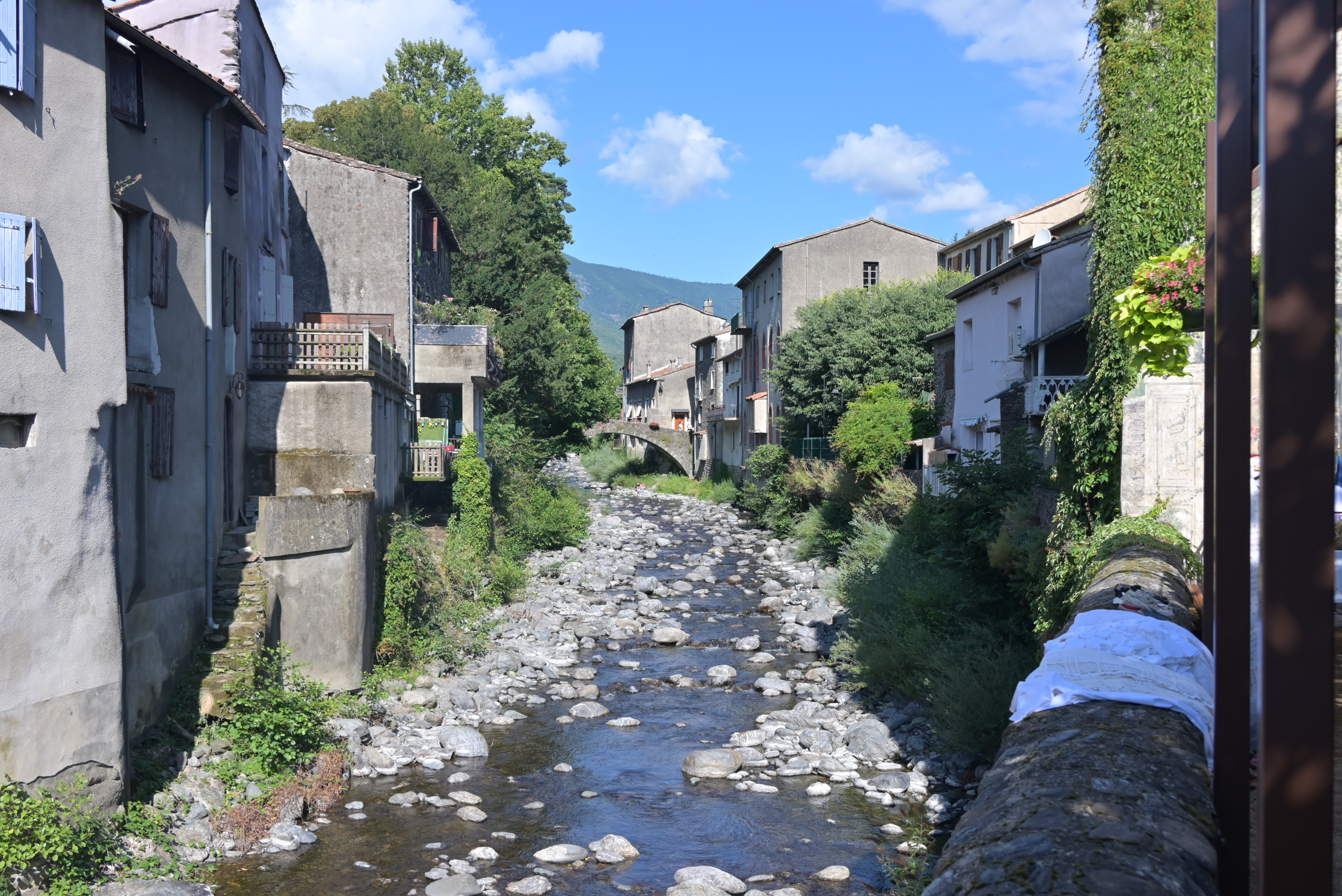
Fiume Hérault a Valleraugue.

## Società

### Evoluzione demografica
Abitanti censiti